# سيلفان جارجليا
سيلفان جارجليا (بالفرنسية: Sylvain Graglia)‏ (12 أبريل 1989 بكان في فرنسا - ) هو لاعب كرة قدم فرنسي في مركز مهاجم ‏.

## روابط خارجية
- سيلفان جارجليا على موقع قاعدة بيانات كرة القدم.إي يو (الإنجليزية)
- سيلفان جارجليا على موقع ناشيونال فوتبول تيمز (الإنجليزية)